# Charmosynopsis
Charmosynopsis – rodzaj ptaków z podrodziny dam (Loriinae) w rodzinie papug wschodnich (Psittaculidae).

## Zasięg występowania
Rodzaj obejmuje gatunki występujące na wyspie Buru (południowe Moluki) i Nowej Gwinei.

## Morfologia
Długość ciała 16–19 cm; masa ciała 24–35 g.

## Systematyka

### Etymologia
Charmosynopsis: rodzaj Charmosyna Wagler, 1832 (lorika); gr. οψις opsis „wygląd”.

### Podział systematyczny
Do rodzaju należą następujące gatunki:
- Charmosynopsis toxopei (Siebers, 1930) – lorika szmaragdowa
- Charmosynopsis pulchella (G.R. Gray, 1859) – lorika ognista